# Maria Pàrraga i Escolà
Maria Pàrraga i Escolà (Clarmont d'Alvèrnia, el 1942) és una mestra i pedagoga catalana. Llicenciada en Ciències de l'Educació i experta en trastorns d'aprenentatge. Ha estat guardonada amb la Creu de Sant Jordi de la Generalitat de Catalunya i amb la Medalla de la Ciutat de Sant Joan Despí.

## Biografia
El 1972, Maria Pàrraga va fundar El Brot com a centre de reeducació a Sant Feliu de Llobregat, que tractava l'educació íntegra de nens i nenes a través del lleure, tallers i reeducació de la mainada amb dificultats d'aprenentatge; les classes es feien en horari extraescolar. A principis de la dècada de 1990 El Brot va traslladar-se a Sant Joan Despí com a escola especialitzada en dislèxia, essent aleshores l'única de tot l'estat espanyol especialitzada en un alumnat amb dislèxia. Al mateix temps es va crear la Fundació El Brot, amb la finalitat d'oferir serveis que ultrapassaven els d'una escola, com ara assessorament a les famílies i diagnòstic de dificultats diverses d'aprenentatge.
El 1989, per encàrrec de l'Ajuntament de Barcelona, va escriure un llibre sobre Manuel Ainaud, que es va publicar amb el títol Manuel Ainaud, 1885-1932. Memòria d'una època.
El 2007 va se cofundadora del Patronat de la Fundación Aprender, a Madrid, de la qual també va ser membre del Patronat inicialment. El principal objectiu de la Fundació, que és d'àmbit estatal, és facilitar l'ensenyament i l'educació de les persones amb dificultats específiques d'aprenentatge per tal que disposin d'igualtat d'oportunitats en el seu desenvolupament integral. Sota l'aixopluc d'aquesta Fundació i seguint l'ideari i mètodes pedagògics de l'escola El Brot catalana, es va fundar l'escola BrotMadrid. El 2011 va visitar Astúries per tractar de la possibilitat d'obrir una escola del mateix tipus.
El 2010 va rebre la Creu de Sant Jordi «per l’atenció i valuós suport que dóna als nois i noies amb aquests trastorns, en especial pel que fa a la dislèxia» i el 2013 va rebre la medalla de la ciutat de Sant Joan Despí.
Maria Pàrraga és cofundadora de l'Associació Europea de Programes Intergeneracionals (AEPI), constituïda el 2020 per reivindicar i promoure l'intercanvi i la interacció entre generacions.